# Nankogobinda artificialis
Nankogobinda là một chi bướm đêm thuộc họ Crambidae. Chi này chỉ gồm một loài Nankogobinda artificialis, thường được tìm thấy ở Brazil và Australia.